# Paul Bairoch
Paul Bairoch, né à Anvers le 24 juillet 1930 et mort à Genève le 12 février 1999, est un historien économiste de l'après-guerre.

## Biographie
Durant la Seconde Guerre mondiale, il fait partie des enfants qui vivent dans la colonie installée à Faverges, appartenant au Secours aux enfants de la Croix-Rouge suisse. Il est exfiltré vers la Suisse en compagnie de quatorze autres enfants juifs.
En 1956 à Paris, il découvre l'histoire économique en suivant des séminaires à l'École pratique des hautes études. Il obtient un doctorat en 1963 à l'Université libre de Bruxelles où il enseigne de 1965 à 1995. Il est conseiller économique au GATT à Genève de 1967 à 1969, professeur à l'Université Sir George Williams (Concordia) à Montréal de 1969 à 1971, et directeur d'études à l'École pratique des hautes études de 1971 à 1972. En 1972 il est nommé professeur d'histoire économique à l'université de Genève où il enseigne jusqu'à sa retraite en 1995.
Il est aussi professeur invité à l'université Harvard et au Collège de France, consultant au Bureau International du Travail et Docteur honoris causa de l'École Polytechnique Fédérale de Zurich (1983).

## Apports en histoire économique
Paul Bairoch s'attache particulièrement à remettre en cause certaines idées reçues en économie, notamment celles qui soutiennent qu'il existe un lien entre libre-échange et développement socio-économique. Il tente de démontrer cette thèse en étudiant les politiques protectionnistes aux États-Unis. Il cherche aussi à mettre en évidence que la colonisation n'a pas permis aux colonies de réaliser leur décollage industriel mais qu'elle a été aussi un poids pour les métropoles, lesquelles ont profité d'un taux de croissance moins élevé que celui des pays non colonisateurs. Il conteste ainsi les théories selon lesquelles des échanges inégaux expliqueraient le retard de développement d'une grande partie du monde. Selon lui, l'écart de niveau économique entre les pays colonisateurs et colonisés était faible avant la colonisation, et parfois à l'avantage de ces derniers.
Il calcule que, pour l'Angleterre de 1700-1709 à 1730-1739, l'exportation de produits en fer n'aurait représenté qu'environ 6 % des débouchés totaux et que « durant cette période importante, car elle est celle de l'introduction de l'innovation la plus importante dans ce secteur, le marché extérieur n'a joué qu'un rôle marginal ».
Pour le coton, le marché extérieur n'aurait absorbé que 17 % de l'accroissement de la production entre 1760 et 1787-1789, ce qui « signifie qu'il est impossible d'imputer au marché international une place significative dans l'accroissement de la demande des textiles qui a conduit à une des plus importantes mutations technologiques de la révolution industrielle anglaise ».
Il  travaille également sur les révolutions industrielles et l'émergence du phénomène urbain. Pour lui, la révolution industrielle nécessite préalablement une révolution agricole. Cette révolution agricole qui fait sauter le « verrou alimentaire », permet également le développement urbain par l'inévitable surplus agricole. Il cite l'exemple de Rome, première ville millionnaire dont la croissance longtemps unique n'a été rendue possible que grâce à l'expansion romaine et l'afflux de produits agricoles.
Concernant la révolution industrielle, elle serait appuyée sur l'augmentation du pouvoir d'achat permise un peu avant et au même moment par la révolution agricole, car la demande agricole aurait, selon lui, représenté 30 % à 45 % de la consommation totale, les populations rurales consommant de nouveaux outils en fer et plus de produits textiles.
S'il est surtout connu pour ses essais comme Le Tiers-Monde dans l'impasse, son œuvre principale et la plus novatrice est très certainement son « Histoire économique des temps modernes (de la révolution industrielle à nos jours) : Victoires et déboires ».

## Écrit sur le protectionnisme et le libre-échange
Selon Paul Bairoch (Mythes et paradoxes de l’histoire économique, 1994) « le protectionnisme est la règle, le libre-échangisme l'exception » dans l’histoire économique. En fait, le protectionnisme est l'idéologie dominante aux États-Unis et en Europe occidentale durant une bonne partie du XIXe et du XXe siècle - à l'exception du Royaume-Uni et d’une courte parenthèse libre-échangiste en Europe entre 1860 et 1880 : « un océan de protectionnisme cernant quelques îlots libéraux». En revanche, « le tiers-monde était un océan de libéralisme sans îlot protectionniste ».
Bairoch  analyse les statistiques des pays industrialisés sur une période de deux siècles et fait le constat que la croissance économique et les exportations progressent plus vite en situation de protectionnisme qu'en situation de libre-échange. Dans la deuxième partie du XIXe siècle, l'Europe continentale connait une phase de libre-échange et la Grande Dépression (1873-1896) éclate au moment même où les droits de douane étaient au plus bas. La croissance économique moyenne de l'Europe continentale est alors de 1,7 % par an durant cette période de libre-échange et de 2,4 % par an durant la période de protectionnisme, soit un niveau plus élevé. Ainsi Bairoch écrit dans Mythes et paradoxes de l'histoire économique : « Le point important est non seulement le fait que la crise ait démarré au plus fort du libéralisme, mais qu'elle se soit terminée vers 1892-1894, juste au moment où le retour au protectionnisme devenait effectif en Europe continentale. »
Selon lui, les États-Unis sont, depuis la fin du XVIIIe siècle, « la patrie et le bastion du protectionnisme moderne ». En fait, les États-Unis n'ont jamais adhéré au libre échange avant 1945. Une politique très protectionniste est adoptée dès la présidence de George Washington par Alexander Hamilton, secrétaire au Trésor de 1789 à 1795 et auteur du texte Rapport sur les Manufactures, 1792 qui préconise des barrières douanières pour permettre l'essor industriel américain.

## Critiques
Dans sa contribution à The Cambridge Economic History of Europe, Paul Bairoch a soutenu que, vers la fin du XIXe siècle, les politiques commerciales protectionnistes étaient positivement associées à la croissance économique et à l’expansion du commerce, tandis que les politiques commerciales libérales coïncidaient avec la stagnation. Il a résumé cette position en affirmant que « le protectionnisme [égalait] croissance économique et expansion du commerce ; le libéralisme [égalait] stagnation dans les deux cas. »
Cette affirmation a fait l’objet de critiques, notamment de la part de l’économiste Douglas Irwin. Bien qu’Irwin reconnaisse l’existence d’une corrélation entre les tarifs douaniers et la croissance durant cette période, il met en garde contre l’interprétation de cette relation comme une relation causale. Il souligne que plusieurs pays à hauts tarifs, comme l’Argentine et le Canada, ont connu une forte croissance non pas en raison du protectionnisme, mais grâce aux afflux de capitaux qui ont soutenu une croissance tirée par les exportations de produits agricoles. Irwin note également que de nombreux pays riches en terres mais pauvres en main-d’œuvre imposaient des tarifs élevés principalement pour générer des recettes publiques, plutôt que pour protéger leurs industries nationales. Ainsi, l’association entre les tarifs et la croissance pourrait être biaisée par des facteurs structurels, comme la dotation en facteurs de production et la politique budgétaire, plutôt que par la seule stratégie commerciale.
Une étude d’Antonio Tena-Junguito remet également en question l’hypothèse de Paul Bairoch selon laquelle les tarifs étaient positivement associés à la croissance économique à la fin du XIXe siècle. En s’appuyant sur un nouveau jeu de données concernant les tarifs industriels de 32 pays dans les années 1870, l’étude montre que la corrélation entre les tarifs et la croissance n’est pas universelle et dépend fortement de la structure de la protection et des différences régionales. Contrairement à l’affirmation générale de Bairoch, les données indiquent qu’une protection plus élevée — mesurée par les tarifs moyens globaux et manufacturiers — était associée à une croissance plus faible à l’échelle mondiale, en particulier dans les pays les plus pauvres. Ces derniers protégeaient généralement des secteurs peu qualifiés et inefficaces, ce qui entraînait des résultats économiques limités, voire négatifs.

### Principaux ouvrages d'histoire économique
- De Jéricho à Mexico. Villes et économie dans l’histoire, Gallimard, 1985 -  (ISBN 2070703630)
- Mythes et paradoxes de l'histoire économique, La Découverte, 1999 -  (ISBN 2707129267)
- Economics and World History: Myths and Paradoxes, University of Chicago Press, 1993 - (ISBN 0226034631)
- Victoires et déboires : histoire économique et sociale du monde du XVIe siècle  à nos jours, en trois tomes, Gallimard, 1997 - (ISBN 2070329763, 2070329771 et 207032978X)

### Économie du développement
- Révolution industrielle et sous-développement, S.E.D.E.S., 1963
- Le Tiers-Monde dans l'impasse, Gallimard, 1992 -  (ISBN 2070326608)

### Autres ouvrages
- Le mythe de la croissance économique rapide au XIXe siècle, 1962.
- Le processus et l'amorce de la croissance économique, [1963].
- La formation des prix des fruits, légumes et produits laitiers (avec Georges Thorn). Bruxelles: Université libre de Bruxelles, Institut de sociologie, 1964.
- La baisse des coûts des transports et le développement économique, 1965.
- Niveaux de développement économique de 1810 à 1910. 1965
- L'économie belge et internationale (avec T. Deldycke and others). Institut de sociologie, Université libre de Bruxelles, 1965.
- Originalités et conséquences de la révolution industrielle. 1966.
- Le rôle de l'agriculture dans la création de la sidérurgie moderne. 1966
- Évolution de la population active dans le monde par branches et par régions, 1880-1960, 1968.
- La population active et sa structure. Sous la direction de P. Bairoch par T. Deldycke, H. Gelders [et] J.-M. Limbor avec la participation de G. Lefevere, G. Thorn [et] G. Vandenabeele, [1968].
- Diagnostic de l'évolution économique du Tiers-monde, 1900-1968. 4e édition. Paris : Gauthier-Villars, 1970
- De tertiaire sector; studie over de invloed der ontwikkeling op de vermindering van de omvang der economische fluctuaties (avec d'autres) Bruxelles : Institut de sociologie de l'Université libre, [1970]
- Le Tiers monde en l'an 2000 (avec Pierre Masse). Paris: Presses universitaires de France, 1971.
- Trend in 1960-1967 and short term prospects of the Third World economy. Dakar : Nations unies, African Institute for Economic Development and Planning, 1971.
- Le chômage urbain dans les pays en voie de développement : présentation générale du problème et éléments d'une solution. Genève : Bureau International du Travail, 1972.
- Révolution industrielle et sous-développement. 4e édition, Paris: Mouton, 1974.
- The economic development of the Third World since 1900. 1975
- Urban Unemployment in Developing Countries: The Nature of the Problem and Proposals for Its Solutions International Labour Office; 2e édition, juin 1976.
- Commerce extérieur et développement économique de l'Europe au XIXe siècle. Paris : Mouton, 1976.
- Taille des villes, conditions de vie et développement économique. Paris : Éd. de l'École des hautes études en sociales, 1977.
- Disparities in Economic Development Since the Industrial Revolution (Paul Bairoch et Maurice Lévy-Leboyer, éd.) Palgrave: Macmillan, 1981, New York: St. Martin’s Press, 1981.
- Structure par produits des exportations du Tiers-monde 1830-1937 (avec Bouda Etemad), Genève : Droz, 1985.
- Les passages des économies traditionnelles européennes aux sociétés industrielles: quatrième rencontre franco-suisse d'histoire économique et sociale.(éd. par Paul Bairoch et Anne-Marie Piuz). Genève: Droz, 1985.
- Histoire économique De Jéricho à Mexico. Villes et économie dans l’histoire. Gallimard, 1985
- La population des villes européennes : 800-1850 : banque de données et analyse sommaire des résultats (avec Jean Batou and Pierre Chèvre) Genève : Droz, 1988.
- Cities and Economic Development: From the Dawn of History to the Present, traduit par Christopher Braider. Chicago: University of Chicago Press, 1988.
- La Suisse dans l'économie mondiale (avec Martin Körner). Genève: Droz, 1990.
- World energy production, 1800-1985 = Production mondiale d'énergie" (avec Etemad Bouda et Jean Luciani ; sous la direction de Paul Bairoch et Jean-Claude Toutain), Genève : Librairie Droz, 1991.
- Liber amicorum : Henri Vander Eycken (avec Henri Vander Eycken), Bruxelles : VUBPress, 1991.
- Le Tiers-Monde dans l'impasse. Le démarrage économique du XVIIIe au XXe siècle, Paris, Gallimard, 1992.
- Economics and World History: Myths and Paradoxes. University of Chicago Press, 1993
- Autour de l'histoire sociale du temps, Zurich : Chronos Verlag, 1997.
- Victoires et déboires : histoire économique et sociale du monde du XVIe siècle à nos jours (3 vol.), Gallimard, 1997.
- L'agriculture des pays développés, 1800 à nos jours : production, productivité, rendements, Paris : Economica, c. 1999.

### Sélection d'articles
- Population urbaine et taille des villes en Europe de 1600 à 1970, Revue d'histoire économique et sociale, vol. 54, p. 304-335.
- Free Trade and European Economic Development in the Nineteenth Century, dans: European Economic Review, 3, 1972.
- Agriculture and the industrial revolution 1700-1914, dans: Carlo Cipolla (éd.), The Industrial Revolution - Fontana Economic History of Europe, vol. 3. Londres: Collins/Fontana, 1973.
- Commerce international et genèse de la révolution industrielle anglaise, dans: Annales, 28, p. 541-571, 1973.
- European Foreign Trade in the XIX Century: The Development of the Value and Volume of Exports (Preliminary Results), dans: Journal of European Economic History, vol. 2, no. 1, 1973.
- Geographical Structure and Trade Balance of European Foreign Trade from 1800 to 1970, dans:  Journal of European Economic History, vol. 3, no. 3, 1974.
- European Gross National Product 1800-1975, dans: Journal of European Economic History, 5, 1976.
- Reply to Mr. Gunder Frank's Commentary, dans : Journal of European Economic History, vol. 5, n. 2, 1976.
- Le volume des productions et du produit national dans le Tiers monde, 1900-1977, dans: Tiers-monde, 20(80) oct./décembre 1979 : 669-691.
  - Nature de la technologie et problématique du démarrage économique. Chronique sociale de France, cahier 6, décembre 1969, 77e année, p. 15-26.
- International industrialization levels from 1750 to 1980, dans : Journal of European Economic History, vol. 11, nos 1 et 2, automne 1982.
- Employment and Large Cities: Problems and Outlook. International Labour Review, v. 121, no 5, p. 519-33, sept.-oct. 1982.
- Libre-échange et protectionnisme, idées reçues et réalités : les enseignements de l'Histoire, dans: Économie et humanisme, no 277, mai-juin 1984, p. 8-18.
- Les mesures de conversion des énergies primaires. Historique des unités et présentation des coefficients, Histoire & Mesure, vol. I - no 3/4, 1986.
- Factors of urbanisation in the nineteenth century developed countries : a descriptive and econometric analysis (with Gary Goertz),  Urban studies, vol. 23, no. 4, août 1986.
- Historical Roots of Economic Underdevelopment: Myths and Realities. dans: W.J. Mommsen & J. Osterhammel(ed.). Imperialism and After. Continuities and Discontinuities. Londres: Allen & Unwin, 1986.
- European Trade Policy 1815-1914, in: Peter Mathias and Sidney Pollard (eds.), Cambridge Economic History of Europe, Vol. XIII. New York: Cambridge University Press, 1989.
- Urbanization and the Economy in Preindustrial Societies: the Findings of Two Decades of Research, in: Journal of European Economic History, vol. 18, no. 2, 1989.
- La Littérature périodique d'histoire économique contemporaine (avec Bouda Etemad), dans : Annales E.S.C., 47, 1987.
- The Impact of Crop Yields, Agricultural Productivity, and Transport Costs on Urban Growth between 1800 and 1910. In: A M van der Woude, Akira Hayami, Jan De Vries (eds.) Urbanization in history : a process of dynamic interactions. New York : Oxford University Press, 1990.
- L'industrie manufacturière suisse : succès et déboires : une perspective internationale et historique (1830-1990), dans : Passé pluriel : en hommage au professeur Roland Ruffieux, Fribourg : Éd. universitaires, 1991.
- The City and Technological Innovation in Favorites of Fortune; Technology, Growth, and Economic Development since the Industrial Revolution, édition de Patrice Higonnet, David S. Landes et Henry Rosovsky, Cambridge, Mass. : Harvard University Press, 1991.
- La Belgique dans le commerce international, 1830-1990, in: Paul Klep & Eddy van Cauweberge (eds.), Entrepreneurship and the Transformation of the Economy (10th-20th Centuries). Essays in Honour of Herman van der Wee, Leuven 1994.
- Globalisation myths: some historical reflections on integration, industrialisation and growth in the world economy (avec Richard Kozul-Wright). UNCTAD discussion paper UNCTAD/OSG/DP/113, mars 1996.
- Globalization, myths and realities: One century of external trade and foreign investment, dans : R. Boyer et D. Drache, (éd.), States Against Markets: The Limits of Globalisation, Londres: Routledge, 1996.
- Les exportations d’articles manufacturés de la Suisse dans le contexte international (1840-1994), dans : Martin Körner et François Walter (éd.), Quand la montagne aussi a une histoire. Festschrift für J.-F. Bergier. Berne : Verlag Paul Haupt: Bern, 1996, p. 205-234.
- New Estimates of Agricultural Productivity and Yields of Developed Countries, 1800-1990, dans Amit Bhaduri et Rune Skarstein, éd., Economic Development and Agricultural Productivity, Cheltenham, R.-U., Edward Elgar, 1997, p. 45–64.
- The impact of globalization on employment in Europe in: Trade and jobs in Europe : much ado about nothing?, édition par Mathias Dewatripont, André Sapir, et Khalid Sekkat. Oxford: Oxford University Press, 1999.
- The Constituent Economic Principles of Globalization in Historical Perspective. International Sociology, vol. 15, no. 2, p. 197-214, 2000.